# Lepicystis incana
Lepicystis incana là một loài thực vật có mạch trong họ Polypodiaceae. Loài này được (Sw.) J. Sm. miêu tả khoa học đầu tiên năm 1842.